# Obsjtina Chitrino
Obsjtina Chitrino (bulgariska: Община Хитрино) är en kommun i Bulgarien.   Den ligger i regionen Sjumen, i den nordöstra delen av landet, 300 km öster om huvudstaden Sofia. Antalet invånare är 836.
Obsjtina Chitrino delas in i:
- Bajkovo
- Bliznatsi
- Visoka poljana
- Vărbak
- Dlăzjko
- Dobri Vojnikovo
- Edinakovtsi
- Zjivkovo
- Zvegor
- Iglika
- Kamenjak
- Razvigorovo
- Slivak
- Studenitsa
- Tervel
- Timarevo
- Trem
- Tjerna

Följande samhällen finns i Obsjtina Chitrino:
- Gara Chitrino

Trakten runt Obsjtina Chitrino består till största delen av jordbruksmark. Runt Obsjtina Chitrino är det ganska tätbefolkat, med 149 invånare per kvadratkilometer.